# Mất điện

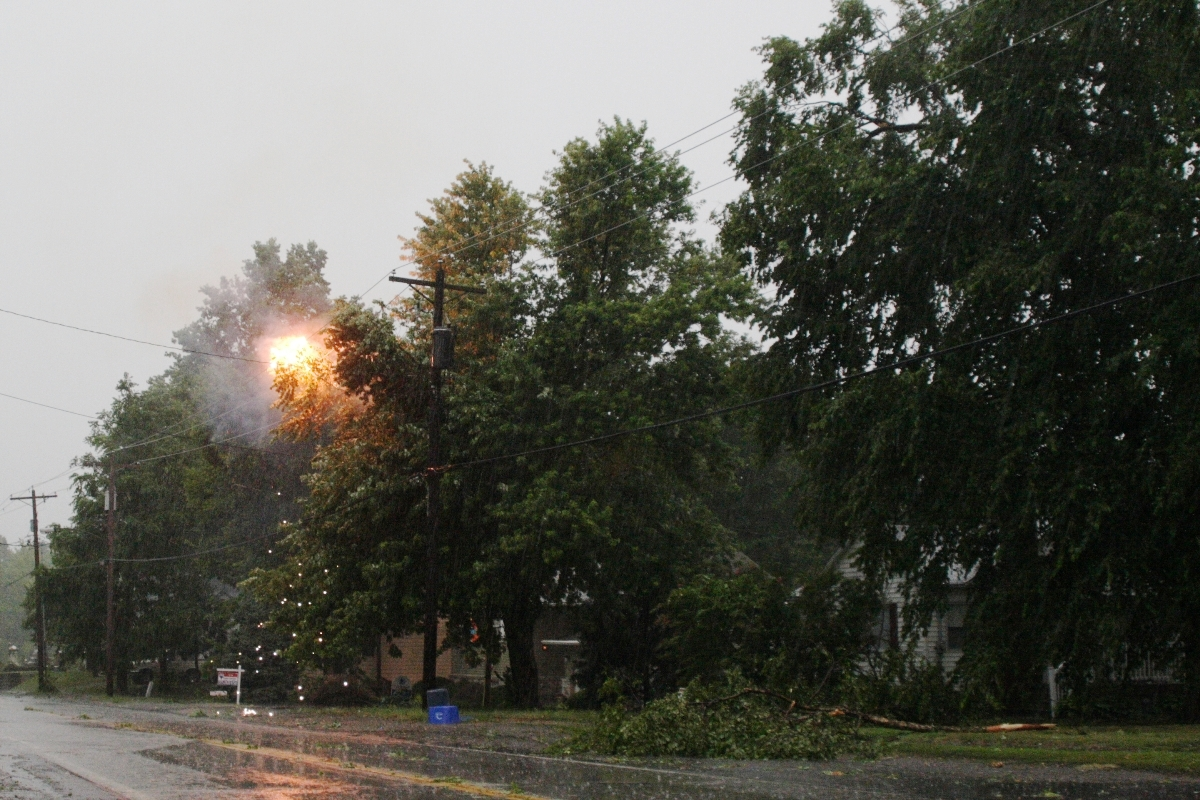
Cành cây làm đường dây điện bị đoản mạch trong cơn mưa. Đây là trường hợp phổ biến đối với các đường điện truyền kiểu này.

Mất điện.

Lỗi mất điện tức thời.

Mất điện (hay cúp điện) là việc mất cung cấp điện ngắn hạn hoặc dài hạn trong một khu vực.
Có nhiều nguyên nhân gây ra sự cố mất điện trong mạng lưới điện như hỏng tại các trạm biến điện, hỏng các đường truyền tải hoặc hỏng các bộ phận khác nhau của mạng lưới phân phối điện, đoản mạch, hoặc đường điện chính bị quá tải.
Mất điện đặc biệt nghiêm trọng ở những nơi cần độ an toàn công cộng và môi trường cao như bệnh viện, nhà máy xử lý nước thải, hầm mỏ; những nơi này thướng có các nguồn điện dự trữ như máy phát điện tự động, tức là khi nguồn điện chính bị mất thì máy sẽ tự động chạy. Các hệ thống quan trọng khác, ví dụ như viễn thông, cũng cần nguồn điện dự phòng. Phòng tổng đài điện thoại thường có các phòng pin chứa các mảng pin chì-axít để dự phòng và cũng có một ổ cắm để kết nối với máy phát điện trong thời gian mất điện kéo dài.